# Energia hidrocinética de redemoinhos
A energia hidrocinética de redemoinhos é uma fonte de energia renovável que pode ser produzida graças a um mecanismo criado na Universidade de Michigan que é capaz de gerar energia com os redemoinhos causados pelos fluidos em torno de um corpo.